# Copa del Mundo de Saltos de Esquí de 2011-12

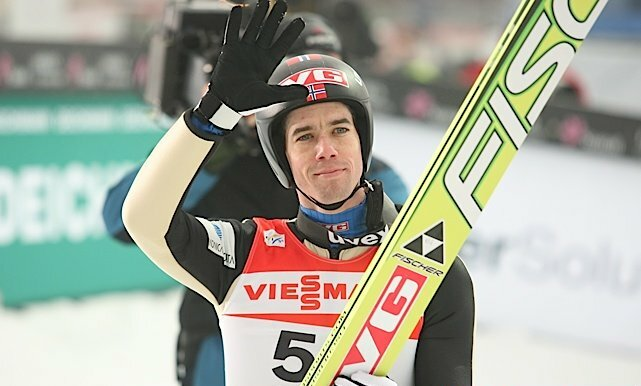
Foto de Anders Bardal, medalla de oro en la categoría individual masculino.

La Copa del Mundo de Saltos de Esquí de 2011/2012 fue la 33.ª temporada para hombres y la 1.ª temporada para mujeres. Comenzó el 27 de noviembre de 2011 en Kuusamo, Finlandia, y finalizó el 18 de marzo de 2012 en Planica, Eslovenia, bajo la organización de la Federación Internacional de Esquí (FIS).

## Tabla de Honor
| Posición | Nombre                | Puntos |
| -------- | --------------------- | ------ |
| 1.       | Anders Bardal         | 1325   |
| 2.       | Gregor Schlierenzauer | 1267   |
| 3.       | Andreas Kofler        | 1203   |
| 4.       | Daiki Ito             | 1131   |
| 5.       | Kamil Stoch           | 1078   |
| 6.       | Richard Freitag       | 1031   |
| 7.       | Thomas Morgenstern    | 1014   |
| 8.       | Severin Freund        | 857    |
| 9.       | Robert Kranjec        | 829    |
| 10.      | Roman Koudelka        | 796    |

| Posición | Nombre                | Puntos |
| -------- | --------------------- | ------ |
| 1.       | Robert Kranjec        | 355    |
| 2.       | Martin Koch           | 302    |
| 3.       | Simon Ammann          | 278    |
| 4.       | Daiki Ito             | 275    |
| 5.       | Anders Bardal         | 212    |
| 6.       | Kamil Stoch           | 193    |
| 7.       | Thomas Morgenstern    | 178    |
| 8.       | Gregor Schlierenzauer | 168    |
| 9.       | Severin Freund        | 153    |
| 10.      | Roman Koudelka        | 124    |

| Posición | Nación          | Puntos |
| -------- | --------------- | ------ |
| 1.       | Austria         | 6935   |
| 2.       | Noruega         | 4530   |
| 3.       | Alemania        | 4353   |
| 4.       | Eslovenia       | 3412   |
| 5.       | Japón           | 2827   |
| 6.       | Polonia         | 2638   |
| 7.       | República Checa | 2178   |
| 8.       | Rusia           | 918    |
| 9.       | Suiza           | 753    |
| 10.      | Finlandia       | 611    |

| Posición | Nombre            | Puntos |
| -------- | ----------------- | ------ |
| 1.       | Sarah Hendrickson | 1169   |
| 2.       | Daniela Iraschko  | 779    |
| 3.       | Sara Takanashi    | 639    |
| 4.       | Ulrike Gräßler    | 546    |
| 5.       | Lindsey Van       | 482    |
| 6.       | Anette Sagen      | 454    |
| 7.       | Katja Požun       | 422    |
| 8.       | Melanie Faißt     | 409    |
| 9.       | Jessica Jerome    | 395    |
| 10.      | Coline Mattel     | 328    |

| Posición | Nación         | Puntos |
| -------- | -------------- | ------ |
| 1.       | Estados Unidos | 2228   |
| 2.       | Alemania       | 1601   |
| 3.       | Japón          | 1251   |
| 4.       | Austria        | 1173   |
| 5        | Eslovenia      | 934    |
| 6.       | Noruega        | 828    |
| 7.       | Francia        | 496    |
| 8.       | Italia         | 466    |
| 9.       | Suiza          | 130    |
| 10.      | Finlandia      | 80     |

## Calendario

### Masculino
| Día                     | Lugar                             | Prueba             | Ganador               | Referencia |
| 27 de noviembre de 2011 | Kuusamo, Finlandia                | Trampolín Grande   | Andreas Kofler        | [ 3 ]      |
| 3 de diciembre de 2011  | Lillehammer, Noruega              | Trampolín Normal   | Andreas Kofler        | [ 4 ]      |
| 4 de diciembre de 2011  | Lillehammer, Noruega              | Trampolín Grande   | Andreas Kofler        | [ 5 ]      |
| 9 de diciembre de 2011  | Harrachov, República Checa        | Trampolín Grande   | Gregor Schlierenzauer | [ 6 ]      |
| 11 de diciembre de 2011 | Harrachov, República Checa        | Trampolín Grande   | Richard Freitag       | [ 7 ]      |
| 17 de diciembre de 2011 | Engelberg, Suiza                  | Trampolín Grande   | Anders Bardal         | [ 8 ]      |
| 18 de diciembre de 2011 | Engelberg, Suiza                  | Trampolín Grande   | Andreas Kofler        | [ 9 ]      |
| 30 de diciembre de 2011 | Oberstdorf, Alemania              | Trampolín Grande   | Gregor Schlierenzauer | [ 10 ]     |
| 1 de enero de 2012      | Garmisch-Partenkirchen, Alemania  | Trampolín Grande   | Gregor Schlierenzauer | [ 11 ]     |
| 4 de enero de 2012      | Innsbruck, Austria                | Trampolín Grande   | Andreas Kofler        | [ 12 ]     |
| 6 de enero de 2012      | Bischofshofen, Austria            | Trampolín Grande   | Thomas Morgenstern    | [ 13 ]     |
| 14 de enero de 2012     | Tauplitz/Bad Mitterndorf, Austria | Trampolín de Vuelo | Robert Kranjec        | [ 14 ]     |
| 15 de enero de 2012     | Tauplitz/Bad Mitterndorf, Austria | Trampolín de Vuelo | Anders Bardal         | [ 15 ]     |
| 20 de enero de 2012     | Zakopane, Polonia                 | Trampolín Grande   | Kamil Stoch           | [ 16 ]     |
| 21 de enero de 2012     | Zakopane, Polonia                 | Trampolín Grande   | Gregor Schlierenzauer | [ 17 ]     |
| 28 de enero de 2012     | Sapporo, Japón                    | Trampolín Grande   | Daiki Ito             | [ 18 ]     |
| 29 de enero de 2012     | Sapporo, Japón                    | Trampolín Grande   | Daiki Ito             | [ 19 ]     |
| 4 de febrero de 2012    | Val di Fiemme, Italia             | Trampolín Grande   | Gregor Schlierenzauer | [ 20 ]     |
| 5 de febrero de 2012    | Val di Fiemme, Italia             | Trampolín Grande   | Kamil Stoch           | [ 21 ]     |
| 12 de febrero de 2012   | Willingen, Alemania               | Trampolín Grande   | Anders Bardal         | [ 22 ]     |
| 18 de febrero de 2012   | Oberstdorf, Alemania              | Trampolín de Vuelo | Martin Koch           | [ 23 ]     |
| 4 de marzo de 2012      | Lahti, Finlandia                  | Trampolín Normal   | Daiki Ito             | [ 24 ]     |
| 8 de marzo de 2012      | Trondheim, Noruega                | Trampolín Grande   | Daiki Ito             | [ 25 ]     |
| 11 de marzo de 2012     | Oslo, Noruega                     | Trampolín Grande   | Martin Koch           | [ 26 ]     |
| 16 de marzo de 2012     | Planica, Eslovenia                | Trampolín de Vuelo | Robert Kranjec        | [ 27 ]     |
| 18 de marzo de 2012     | Planica, Eslovenia                | Trampolín de Vuelo | Martin Koch           | [ 28 ]     |

### Femenino
| Día                    | Lugar                 | Ganadora           | Referencia |
| 3 de diciembre de 2011 | Lillehammer Noruega   | Sarah Hendrickson  | [ 29 ]     |
| 7 de enero de 2012     | Hinterzarten Alemania | Sabrina Windmüller | [ 30 ]     |
| 8 de enero de 2012     | Hinterzarten Alemania | Sarah Hendrickson  | [ 31 ]     |
| 14 de enero de 2012    | Val di Fiemme Italia  | Sarah Hendrickson  | [ 32 ]     |
| 15 de enero de 2012    | Val di Fiemme Italia  | Sarah Hendrickson  | [ 33 ]     |
| 4 de enero de 2012     | Hinzenbach Austria    | Daniela Iraschko   | [ 34 ]     |
| 5 de febrero de 2012   | Hinzenbach Austria    | Daniela Iraschko   | [ 35 ]     |
| 11 de febrero de 2012  | Ljubno Eslovenia      | Sarah Hendrickson  | [ 36 ]     |
| 12 de febrero de 2012  | Ljubno Eslovenia      | Sarah Hendrickson  | [ 37 ]     |
| 3 de marzo de 2012     | Zaō Japón             | Sarah Hendrickson  | [ 38 ]     |
| 3 de marzo de 2012     | Zaō Japón             | Sara Takanashi     | [ 39 ]     |
| 4 de marzo de 2012     | Zaō Japón             | Sarah Hendrickson  | [ 40 ]     |
| 9 de marzo de 2012     | Oslo Noruega          | Sarah Hendrickson  | [ 41 ]     |